# 上海东方国贸
上海东方国贸是位於中華人民共和國上海市宝山區沪太路的一個商场，地處上海中環線、上海外环线之中。它高15米，大約為三层楼的高度，长500米，建筑面積7万平方米，营业房達2000多间。

## 历史
它於1994年12月14日立項，1995年10月建成。